# Gynostemma pentaphyllum
Jiaogulan
Espèce
Gynostemma pentaphyllum, appelé également jiaogulan (chinois : 绞股蓝 ; Pinyin : jiǎogǔlán) ou « herbe de l'immortalité » (chinois : 仙草 ; Pinyin : Xiāncǎo) , est une espèce de plante à fleurs de la famille des cucurbitacées.
Cette plante grimpante rustique, qui résiste au froid intense (jusqu'à −15 °C), est présente en Inde, Chine, Taïwan, Malaisie, Japon et Corée.

## Histoire et utilisation
C.J. Blume, un botaniste éminent, dont le père était allemand et la mère néerlandaise, est entré au service du Hortus Botanicus de Leyde, aux Pays-Bas, pour cartographier les plantes des Indes néerlandaises et est parti pour Java en 1819. Lors de son séjour là-bas, il a découvert plus de 700 genres de plantes et environ 2400 espèces appartenant à 170 familles de plantes différentes. Étant donné le grand nombre de plantes nouvellement découvertes, il est compréhensible que toutes ses découvertes n'aient pas pu être immédiatement clairement indexées et nommées. L'une des espèces qu'il a nommées est le Gynostemma Pedata, qu'il a décrit en 1825.
Il est évident, lorsqu'on compare les caractéristiques des feuilles de Pedata et Pentaphyllum, qu'il s'agit du même genre : découvert et décrit par Blume en 1925, et beaucoup plus tard (+37 ans), Makino a nommé exactement la même espèce : 'Gynostemma Pentaphyllum' (1902). Cliquez sur le lien pour voir les photos de comparaison du manuscrit "Flora of Dutch Indie".

Le jiaogulan est connu depuis longtemps en Asie ; son utilisation est mentionnée au temps de la dynastie Ming dans un livre sur la « Médecine contre la Famine ». Elle est utilisée dans la médecine chinoise traditionnelle et comme édulcorant au Japon. Le goût sucré de ses feuilles leur permet de sucrer le café ou le thé, d'en faire un thé sucré appelé Amachazuru (甘茶蔓) ou une boisson alcoolisée.
Une croyance populaire dit que ceux qui boivent régulièrement cette plante en infusion ont une espérance de vie supérieure à la moyenne[réf. nécessaire]. Des saponines apparentées à celles du ginseng se retrouvent également dans le jiaogulan. C'est pour cela qu'elle est aussi appelée « gingembre bleu ». Les feuilles de jiaogulan contiennent entre autres de nombreux hétérosides de la famille chimique des dammaranes tels que le gypenoside LXIX, le gylongiposide I, le gypenoside XLVIII et la vitexine, plus une carbamide, l'allantoïne.4. La science moderne a démontré les nombreuses propriétés thérapeutiques de cette plante.